# Краснушкин, Вениамин Алексеевич
Вениамин Алексеевич Краснушкин  (10 [22] августа 1891, Филоновская, область Войска Донского — не ранее 28 июня 1920, Ростов-на-Дону, Ростовский округ, Донская область, РСФСР) — русский литератор, публиковался под псевдонимами Виктор Севский, Бен-Жамен; В. С.; В. Курганов; Гр. Кунаков.

## Биография
Родился в зажиточной казачьей семье, глава которой выслужил дворянство. Обучался в Новочеркасской гимназии, затем в Ростовском реальном училище М. А. Папкова; не окончил ни одно из этих учебных заведений ввиду хронической неуспеваемости по математике.
Профессиональным литератором стал с 1908 года. Редактируя газету «Донская Волна», имел более тысячи публикаций в местных и центральных изданиях. Им написаны роман «Кровавая слава» (1911) и биографическая книга «Генерал Корнилов» (1919). Работая в Петербурге, написал о Бунине статью «Внук Тургенева».
В период Гражданской войны издавал известную в 1918—1919 годах газету «Донская волна». Был её главным редактором.
Большинство биографов также утверждает, что Севский был расстрелян в 1920 году в Ростове, однако достоверных документов о его расстреле пока не обнаружено. Известно, что в апреле 1920 он вернулся в захваченный красными ещё в январе Ростов и поступил на службу литсотрудником Военного издательства Кавказского фронта Красной Армии, однако через несколько дней был арестован по доносу как «известный белогвардейский фельетонист». Севский обвинялся в том, что он вернулся в Ростов для подпольной работы против Советской власти. Последний известный документ о его судьбе — о передаче дела Севского из ДонЧК на рассмотрение в Особый отдел Кавказского фронта от 28 июня 1920 года.
В заявлении заключённого К. П. Ротова от 1943 года на имя Верховного прокурора СССР К. П. Горшенина говорится о работе художника Ротова в газете «Донская волна» под редакцией Виктора Севского. Константин Ротов признаётся: «На следствии я вынужден был придумать, [что] якобы Севский завербовал меня „шпионом“ в пользу донской армии, так как следователя видно не устраивала та правда, которую я и говорил, и которую я Вам пишу сейчас».

## Версия об авторстве «Тихого Дона»
Согласно выводам филолога В. П. Назарова (Зеев Бар-Селла), в 1913 году Краснушкин начал писать роман о любовном треугольнике (Степан, Григорий, Аксинья). После начала Первой мировой войны замысел романа расширился, в 1920 году автор с незаконченной рукописью романа был арестован ЧК в Ростове-на-Дону и расстрелян, однако достоверных документов о его расстреле не обнаружено.
По мнению Назарова, рукопись романа была в ВЧК прочитана, доработана и издана под именем М. А. Шолохова с названием «Тихий Дон».

## Сочинения
- Севский В. Провинциальные картинки: (Из жизни г. Глушинска). — СПб.: тип. М. Волковича, 1912.
- Виктор Севский. Дон на костылях. (Константиновск; шлюзование Дона)
- Генерал Корнилов. Издание Корниловского ударного полка. — Ростов-на-Дону, 1919.